# اکسکرژن اینلت، آلاسکا
اکسکرژن اینلت (به انگلیسی: Excursion Inlet) شهرکی در بخش هینز، آلاسکا ایالت آلاسکا است که جمعیت آن در سرشماری سال ۲۰۰۰ میلادی ۱۰ نفر بوده‌است.